# Jack Stanfield
John "Jack" Stanfield, född 30 maj 1942, är en kanadensisk före detta professionell ishockeyforward som spelade för Chicago Black Hawks i National Hockey League (NHL); Houston Aeros i World Hockey Association (WHA); Los Angeles Blades och San Diego Gulls i Western Hockey League (WHL); Buffalo Bisons och Rochester Americans i American Hockey League (AHL); St. Louis Braves och Dallas Black Hawks i Central Professional Hockey League (CPHL); EHC Basel i Nationalliga B (NLB) samt St. Catharines Teepees i OHA-Jr.
Han vann Avco World Trophy med Houston Aeros för säsongen 1973–1974.
Stanfield var bror till Fred Stanfield och Jim Stanfield, den första spelade fler än 900 NHL-matcher och vann två Stanley Cup medan den andre spelade sju NHL-matcher.
Sista säsongen under sin ishockeykarriär var han både spelare och assisterande tränare för EHC Basel. Mellan 1976 och 1978 var han först assisterande tränare och sen assisterande general manager för sitt gamla WHA-lag Houston Aeros.

## Statistik
| 1960–1961   | Dixie Beehives         | MetJBHL     | 25  | 25 | 20 | 45  | —   | —  | — | — | — | — |
| 1961–1962   | St. Catharines Teepees | OHA-Jr.     | 42  | 8  | 11 | 19  | 12  | 6  | 1 | 0 | 1 | 0 |
| 1962–1963   | Philadelphia Ramblers  | EHL         | 68  | 33 | 34 | 67  | 38  | 3  | 0 | 0 | 0 | 4 |
| 1963–1964   | St. Louis Braves       | CPHL        | 63  | 23 | 33 | 56  | 39  | 6  | 1 | 1 | 2 | 0 |
| 1964–1965   | Buffalo Bisons         | AHL         | 72  | 19 | 20 | 39  | 34  | 9  | 2 | 5 | 7 | 4 |
| 1965–1966   | Chicago Black Hawks    | NHL         | —   | —  | —  | —   | —   | 1  | 0 | 0 | 0 | 0 |
|             | Buffalo Bisons         | AHL         | 59  | 13 | 11 | 24  | 42  | —  | — | — | — | — |
| 1966–1967   | Los Angeles Blades     | WHL         | 47  | 12 | 10 | 22  | 29  | —  | — | — | — | — |
| 1967–1968   | Dallas Black Hawks     | CPHL        | 67  | 20 | 21 | 41  | 31  | 2  | 0 | 0 | 0 | 0 |
| 1968–1969   | San Diego Gulls        | WHL         | 68  | 14 | 13 | 27  | 18  | 7  | 1 | 1 | 2 | 0 |
| 1969–1970   | Rochester Americans    | AHL         | 66  | 21 | 21 | 42  | 19  | —  | — | — | — | — |
| 1970–1971   | Rochester Americans    | AHL         | 48  | 11 | 9  | 20  | 35  | —  | — | — | — | — |
| 1971–1972   | Rochester Americans    | AHL         | 62  | 11 | 16 | 27  | 74  | —  | — | — | — | — |
| 1972–1973   | Houston Aeros          | WHA         | 71  | 8  | 12 | 20  | 8   | 9  | 1 | 0 | 1 | 0 |
| 1973–1974   | Houston Aeros          | WHA         | 41  | 1  | 3  | 4   | 2   | 7  | 0 | 0 | 0 | 2 |
|             | Macon Whoopee          | SHL         | 3   | 6  | 1  | 7   | 4   | —  | — | — | — | — |
| 1974–1975   | EHC Basel              | NLB         | 4   | 2  | 3  | 5   | 6   | —  | — | — | — | — |
| WHA totalt  | WHA totalt             | WHA totalt  | 112 | 9  | 15 | 24  | 10  | 16 | 1 | 0 | 1 | 2 |
| WHL totalt  | WHL totalt             | WHL totalt  | 115 | 26 | 23 | 49  | 47  | 7  | 1 | 1 | 2 | 0 |
| AHL totalt  | AHL totalt             | AHL totalt  | 307 | 75 | 77 | 152 | 204 | 9  | 2 | 5 | 7 | 4 |
| CPHL totalt | CPHL totalt            | CPHL totalt | 130 | 43 | 54 | 97  | 70  | 8  | 1 | 1 | 2 | 0 |